# 6,8 mm Remington SPC
6,8 mm Remington SPC (tudi 6,8×43; angleška kratica za Special Purpose Cartridge) je sodobni puškovni naboj, ki ga je leta 2005 javnosti prvi predstavilo ameriško orožarsko podjetje Remington Arms.

## Karakteristike naboja
Naboj je nastal zaradi potreb specialnih operacij, predvsem v Specialnih silah ZDA, ki so bile nezadovoljne s slabšimi balističnimi zmogljivostmi lahkih krogel v standardnih nabojih 5,56x45 NATO. Cilj zasnove je bilo povečanje energije naboja na razdalji 300-500 m, odsun primerljiv z uporabo naboja 5,56 mm, poleg tega pa tudi zagotovitev ustreznega delovanja v puški M16 in v karabinki M4, ki zaradi krajše cevi ne more izkoristiti celotne energije naboja 5,56 mm.
Tulec novega naboja so izdelali iz tulca za naboj .30 Remington in ga skrajšali toliko, da ga je možno uporabiti v standardnih nabojnikih za puški M16 in M4.
Premer dna tulca je 10,7 mm, kar je za 2,3 mm več kot pri naboju .223 Remington. Novi tulec lahko sprejme največ 28 grainov smodnika, kar je za okoli 15% več kot naboj .223. Prostorninsko gledano je kapaciteta novega tulca 2,208 cm³, .223 Remington pa ima kapaciteto 1,87 cm³. V naboju 6,8 mm Remington SPC se lahko uporabljajo krogle do mase 115 grainov, najvišja hitrost, ki jo doseže tako zrno na ustju cevi pa je okoli 880 m/s. 
Na razdaljah 100-300 m ima naboj 44% večjo energijo, kot naboj 5,56 mm. Pri razdaljah nad 400-500 m pa zaradi kratke krogle zmogljivost naboja pade.
Zaradi dobrih lastnosti naboja je le-ta kmalu postal priljubljen med športnimi strelci in lovci, ki ga največ uporabljajo pri lovu srnjadi.

### Hitrost na ustju 60 cm dolge cevi
- 7,45 g (115 gr) Polnooplaščena krogla (FMJ): 800,1 m/s
- 7,45 g (115 gr) Krogla z votlo konico in zaobljenim zadkom (BTHP): 799,8 m/s
- 7,45 g (115 gr) Sierra Match King (SMK): 800,1 m/s